# Club Atlético Talleres (Perico)
Maillots
Le Club Atlético Talleres est un club argentin de football basé à Perico.